# Ференц Ногради
Ференц Ногради (мађ. Nógrádi Ferenc, мађ. Ferenc Neuwirth; Каша, 15. новембар 1940 — Будимпешта, 16. мај 2009) је био мађарски фудбалер, члан Олимпијске репрезентације Мађарске, учесник Европског првенства и играо је на позицији нападача.

## Каријера

### Клуб
Од 1959. до 1966. године, играо је за Будимпештански Хонвед. Са Кишпешом је остварио два друга места у шампионату Мађарске и тријумф у мађарском купу. У сезони 1965-1966 Европског купа за победнике купова, елиминисани су у четвртфиналу. За Кишпеш је забележио 24 гола на 136 лигашких утакмица. Током 1967. године, наступао је за МТК у 13 лигашких утакмица пре повлачења из активног бављења фудбалом.

### Репрезентација
Он је између 1963. и 1965. године четири пута наступао за сениорску репрезентацију Мађарске. Током 1964. године, био је део тима који је освојио златну медаљу на Олимпијским играма у Токију. У периоду од 1963. до 1964. године, играо је 13 пута за олимпијски тим (рачунајући и неслужбене сусрете) и забележио један гол.

## Достигнућа
- Прва лига Мађарске у фудбалу
  - другопласирани: 1963, 1964
- Куп Мађарске у фудбалу (MNK)
  - победник: 1964
- Куп победника купова (КПК)
  - четвртфинале: 1965/66.